# Новотный, Антонин
А́нтонин Йо́зеф Но́вотный (чеш. Antonín Novotný, 10 декабря 1904, Летняны, ныне Прага, Австро-Венгрия — 28 января 1975, Прага, ЧССР) — чехословацкий государственный, политический и партийный деятель, президент Чехословакии в 1957—1968 годах, первый секретарь ЦК КПЧ в 1953—1968 годах.

## Биография
Родом из бедной семьи каменщика Антонина Новотного из Летнян и Барборы Головачёвой из Великих Чаковиц. Он родился 10 декабря 1904 года в Летнянах, где проживали его отец и дед, и 13 декабря во время крещения в церкви Святого Ремигия в приходе Чаковице получил имя Антонин Йозеф.
Его страстью была карточная игра марьяж, которой он также увлекался в своей резиденции на Орлике. Однако он также уделял большое внимание различным спортивным выступлениям.
Получив профессию слесаря, работал рабочим. В 1937—1938 годах он работал в качестве секретаря КВ КПЧ в Годонине. После запрета Коммунистической партии в 1938 году вновь стал рабочим.
В 1921 году вступил в Коммунистическую партию Чехословакии (КПЧ). Во время Второй мировой войны участвовал в подпольной деятельности КПЧ, в 1941—1945 — в заключении в концлагере Маутхаузен.
В 1929 году он женился на Божене Фридриховой. От этого брака у Новотного родился сын Антонин (1930—1992).
В 1945—1951 годах — первый секретарь Пражского горкома КПЧ. В 1946—1968 годах — член ЦК КПЧ. С 1951 года — член Президиума ЦК КПЧ, а с 1953 — первый секретарь ЦК КПЧ. После смерти Клемента Готвальда, однако, пост первого секретаря на некоторое время утратил политическое значение, и Новотный считался вторым человеком в Чехословакии после президента Антонина Запотоцкого.

## Деятельность на посту президента
В 1957 году, после смерти Запотоцкого, стал президентом, продолжая одновременно возглавлять КПЧ. Хотя в КПЧ большим влиянием пользовался Вильям Широкий и ожидалось, что именно он станет преемником умершего, Хрущёв во время визита чехословацкой делегации в Москву обратил внимание на Новотного, которого и рекомендовал на пост президента после получения сообщения о смерти Запотоцкого. 19 ноября 1957 года, спустя шесть дней после смерти Запотоцкого, Новотный официально вступил в должность президента Чехословакии.
Будучи по натуре консерватором, был, однако, вынужден проводить меры по смягчению режима, построенного по сталинской модели, которая при нём всё заметнее терпела крах, особенно в экономической сфере. В 1960 году объявил широкую амнистию политзаключённым, и одновременно заявил об «окончательном построении социализма» в Чехословакии, в связи с чем страна, называвшаяся ранее Чехословацкой Республикой, была переименована в Чехословацкую Социалистическую Республику (ЧССР).
Поскольку Новотный был лично причастен к репрессиям 1950-х годов, он затягивал реабилитацию некоторых репрессированных политических деятелей. В 1967 году подвергся критике со стороны писателей и студентов за затягивание пересмотра таких политических процессов прошлых лет, как дело Рудольфа Сланского и непоследовательное проведение экономической реформы. Разгон демонстраций и собраний, нежелание менять автократический стиль управления, игнорирование требований словаков о введении федеративного устройства государства привели к возникновению «антиновотовской» оппозиции в ЦК КПЧ. С октября 1967 по январь 1968 года с перерывами проходил Пленум ЦК КПЧ, основным вопросом которого была законность совмещения двух и более должностей. Под этим формальным предлогом 4 января 1968 года Новотный был снят с поста первого секретаря ЦК КПЧ. Новым первым секретарём ЦК КПЧ был избран Александр Дубчек.
Оставаясь президентом ЧССР и членом ЦК КПЧ, Новотный представлял консервативное большинство партии и старался препятствовать проведению реформ. Попытки вызвать среди рабочих негативное отношение к «буржуазным» реформам не увенчались успехом. Деятели культуры и молодежь, видевшие в его лице главную преграду на пути демократизации, требовали его отставки. 28 марта 1968 года Новотный подал в отставку со всех постов. Новым президентом ЧССР стал известный военачальник, ветеран Первой и Второй мировых войн Людвик Свобода. Отставка Новотного стала началом так называемой «Пражской весны».

## Деятельность после ухода с поста президента
В 1971 году, уже после подавления «Пражской весны» войсками СССР и многих его европейских союзников и начала процесса так называемой «нормализации» в стране Новотный вновь стал членом ЦК КПЧ. Однако какого-либо влияния в ЦК, как и в партии, он уже не имел.
Скончался 28 января 1975 года в Праге. Похоронен на кладбище Малвазинки.

## Политические взгляды
Будучи решительным коммунистом, Новотный участвовал в управлении страной и КПЧ при президентстве Клемента Готвальда. Со смертью Готвальда и начала президентства Антонина Запотоцкого позиции Новотного ещё больше укрепились, он по сути стал неоспоримым лидером КПЧ, хотя и не страны, деля таким образом власть с президентом Запотоцким. Даже после смерти Запотоцкого в 1957 году и сосредоточения ещё большей власти в своих руках за счёт присвоения должности президента Чехословакии Новотный не особо решался на преодоление культа личности Готвальда, широкую реабилитацию невинных жертв готвальдского режима, либерализацию внутреннего режима в целом. Не решался он и на уступки в адрес всё более усиливавшегося движения за расширение автономии Словакии внутри Чехословакии. Тем не менее при Новотном всё же произошли частичное преодоление культа личности Готвальда, реабилитация многих политзаключённых и определённая внутриполитическая либерализация.

## Юмор по поводу Новотного
Новотный стал, как и его предшественники, объектом многочисленных анекдотов, которые высмеивали его необразованность и тщеславие. У него было прозвище «изящный Тони» (нем. schöne Toni). Когда он присутствовал на одном из собраний Генеральной Ассамблеи ООН в качестве гостя, он как сообщается, был избран самым красивым государственным деятелем, который был на собрании.
В последние годы своего руководства часто подвергался насмешкам за высказывания, не соответствующие реальности. Так, после его заявления «Вскоре будет мясо!» (чеш. Maso bude vbrzku) появился анекдот «В Скоре? Скорее отвезите меня в эту Скору!».
После отставки Новотного в СССР появился анекдот: «Когда Новотный дал Дубчека, в Чехословакии настала Свобода. Но Советы сделали ей Билак, закрутили Гаек, и жизнь в стране превратилась в Черник».

## В кинематографе
В фильме 2024 года — «Волны», снятый Иржи Мадлом, роль Антонина Новотного исполнил Ян Новотный (нет родственных связей).

## Награды
Чехословацкие
- Герой Социалистического труда ЧССР (10 декабря 1964).

- Кавалер двух орденов Строительства социалистической Родины (10 декабря 1954, 7 мая 1955)[9].
- Чехословацкий Военный крест 1939-1945 годов (1947).
- Памятный знак Второму национальному сопротивлению (1947).
- Орден 25 февраля 1948 года (1949).
- Памятная медаль к 20-летию освобождения Чехословацкой Социалистической Республики (1965).

Иностранные
- Орден Царицы Шебы (Эфиопия; 17 июля 1959)[10].
- Орден "За заслуги перед Объединённой Арабской Республикой" (1959).
- Кавалер Большого креста Королевского ордена Камбоджи (Камбоджа; 28 ноября 1960).
- Кавалер Первого класса Ордена «Звезда Республики Индонезии» (Индонезия; 29 мая 1961).
- Орден Югославской большой звезды (Югославия; 27 сентября 1964)[11].
- Большая цепь Ордена Нила (ОАР; 10 ноября 1966)[10].
- Орден Пехлеви (Иран; 28 мая 1967).